# Jean-Louis Demarne

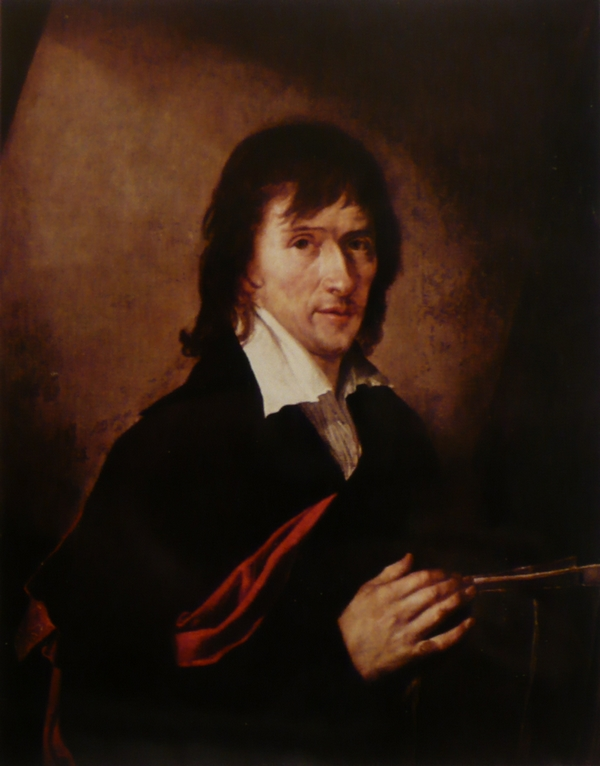
Jean-Louis Demarne, porträtiert von Louis Benjamin Marie Devouges

Jean-Louis Demarne, auch de Marne und Marnette genannt, (* 22. Januar 1752 in Brüssel; † 24. März 1829 in Paris) war ein französischer Maler und Radierer. 
Jean-Louis Demarne ging in jungem Alter nach Paris, wo er von Gabriel Briard ausgebildet wurde. Während er sich in seiner Anfangszeit der Historienmalerei widmete, wendete er sich später der Landschaftsmalerei und Genremalerei zu, welche ihn zu einem bedeutenden Maler seiner Art machten. Seine Landschaften mit Tierstaffagen weisen eine Ähnlichkeit zu denen von Karel Dujardin, Adriaen van de Velde sowie Nicolaes Pietersz. Berchem auf. 
Nach seinem Tod am 24. März 1829 wurde er auf dem Friedhof Cimetière du Père-Lachaise beigesetzt.
Demarne wurde in die Ehrenlegion aufgenommen. 
Sein Neffe Louis-Rémy Robert schlug ebenfalls die künstlerische Laufbahn ein und war als Fotograf tätig.

## Werke (Auswahl)

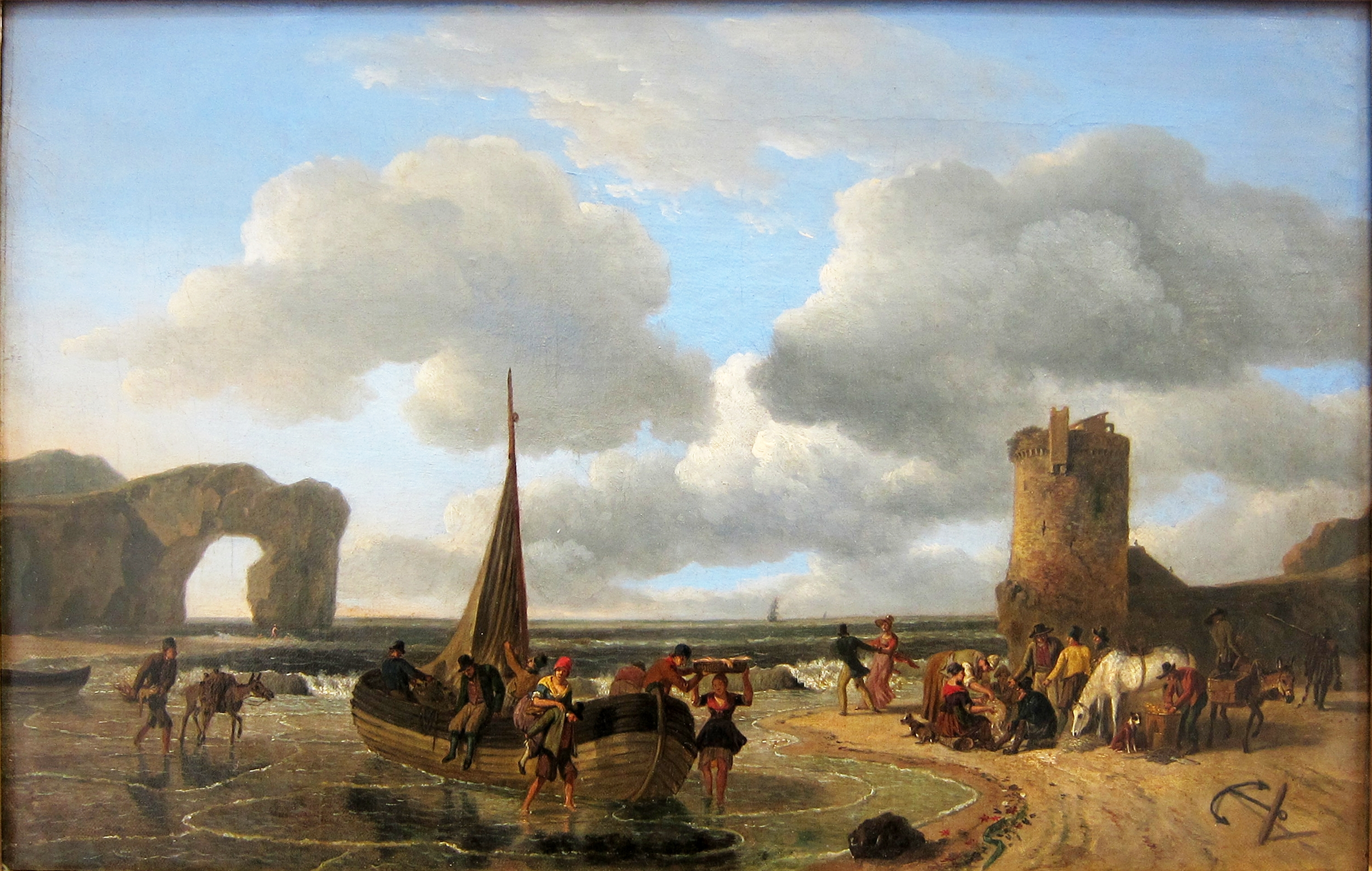
Vue prise sur le bord de la mer
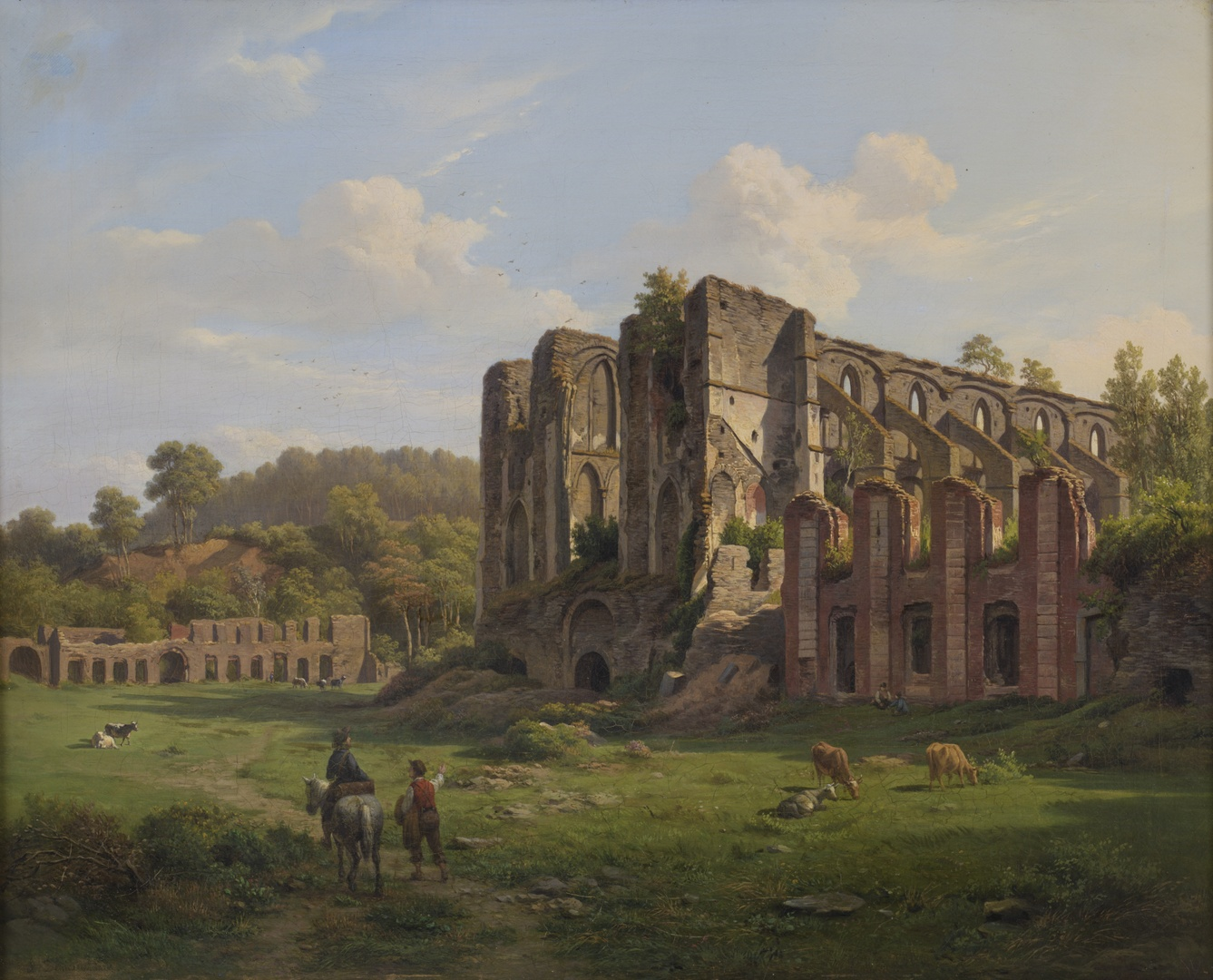
Landschap met de ruïne van de abdij van Villers
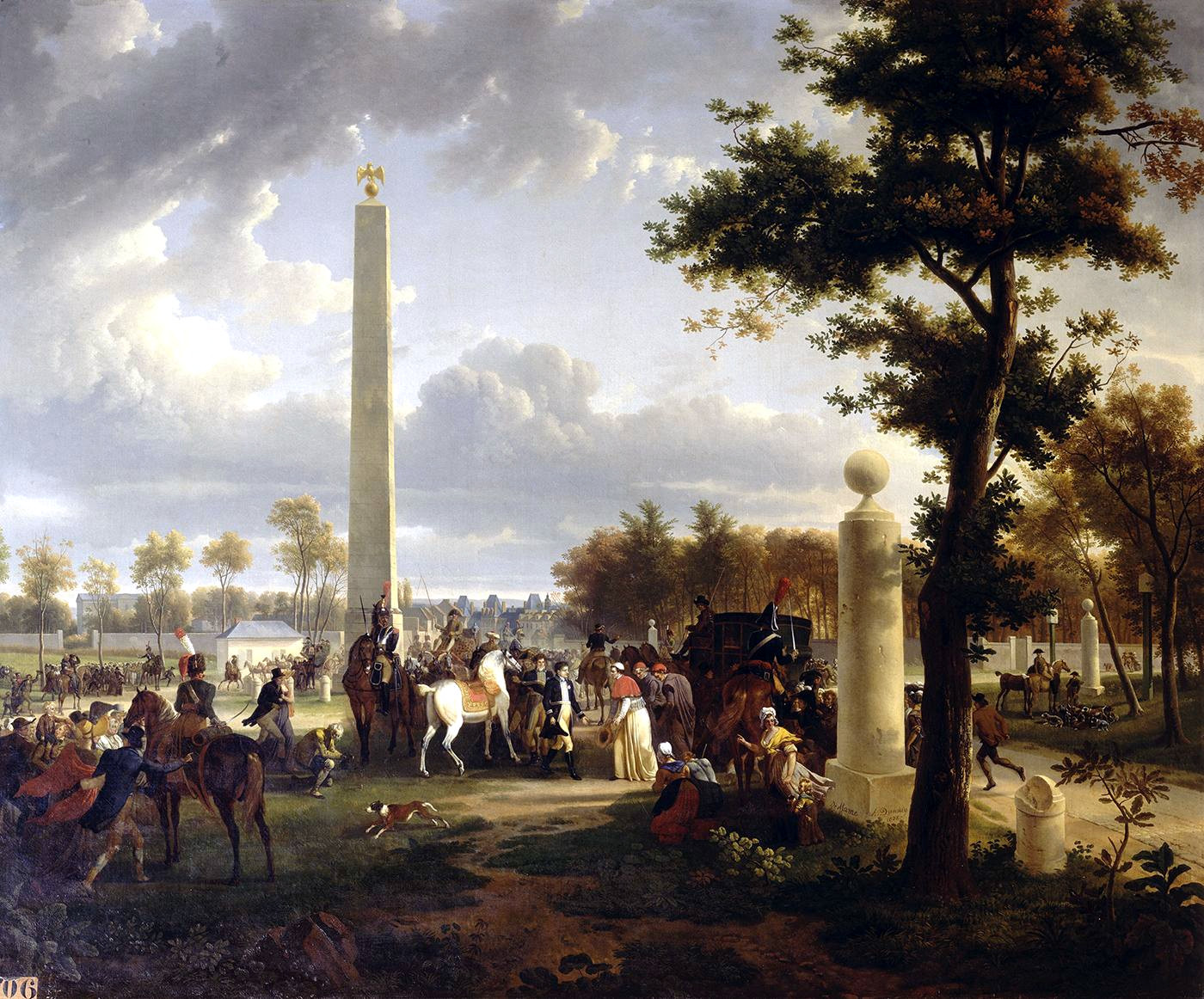
Rencontre de Napoléon et du pape Pie VII, le 25 novembre 1804
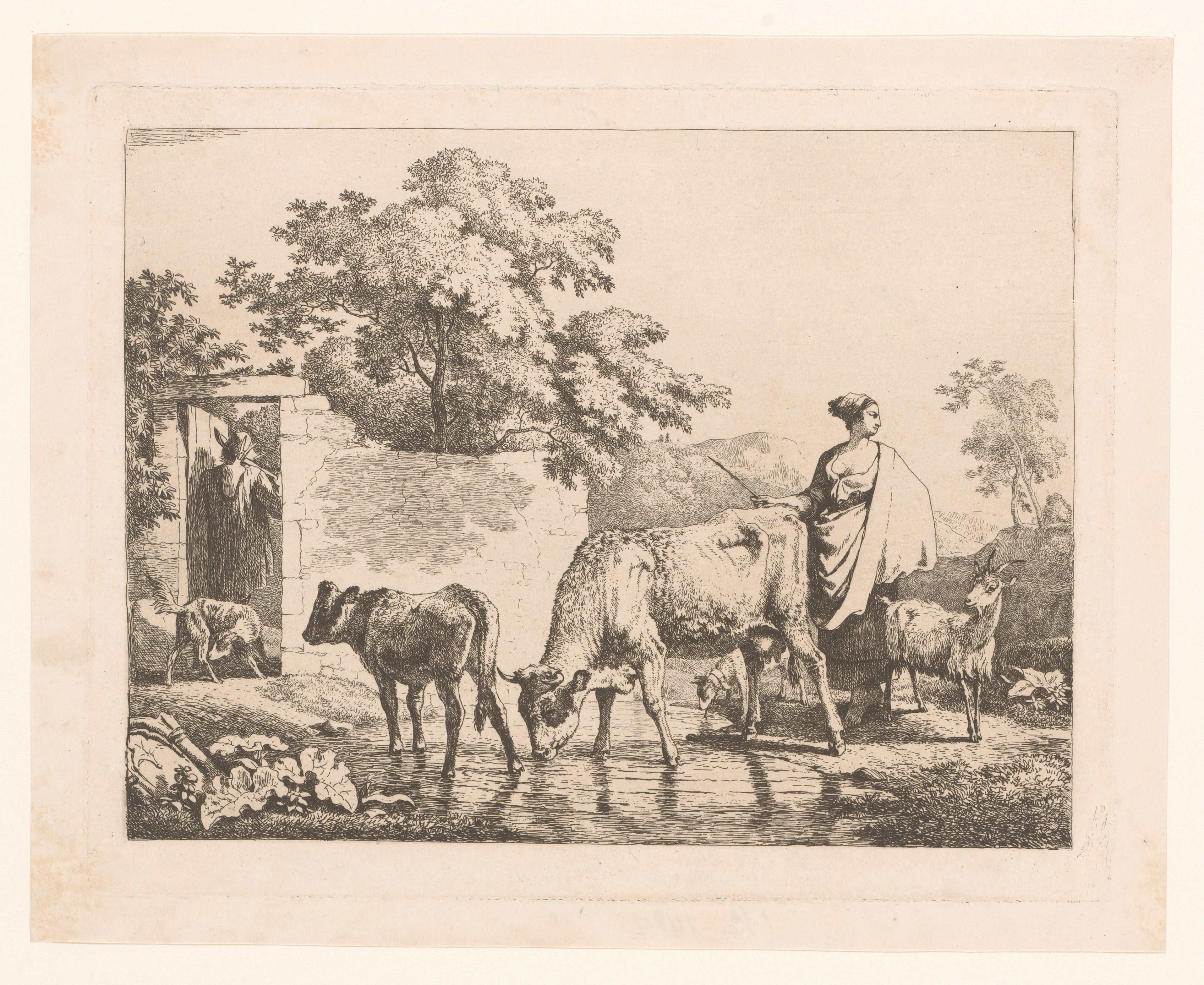
Landschap met vee en herders
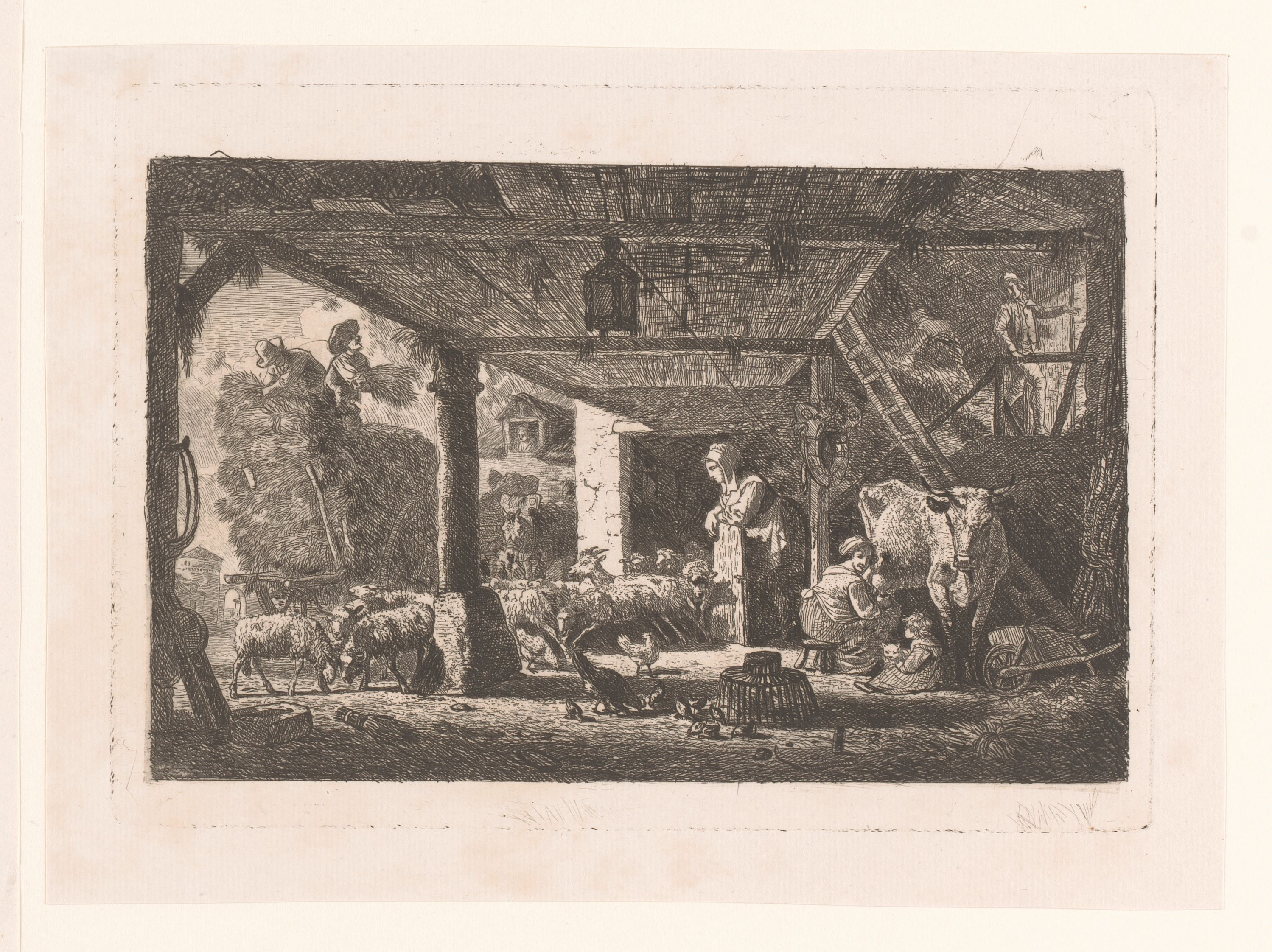
Stal met vee en hooiwagen

Demarnes Werke sind weltweit in vielen Museen ausgestellt, unter anderem im Louvre in Paris.